# アルド・ブシ
アルド・ブシ（Aldo Bushi 、2001年4月22日 - ）は、アルバニア・フィエル出身のプロサッカー選手。カテゴリア・エ・パラ・フラムルタリ所属。ポジションは、ゴールキーパー。

## 経歴
数年間フラムルタリのユースアカデミーで過ごした後、2020年7月18日、アウェーのKFティラナ戦で公式戦デビュー。0-2で敗れはしたものの、81分間プレーした。